# Stazione di Piano di Commezzadura
La stazione di Piano di Commezzadura è una piccola fermata ferroviaria nella frazione di Piano nel comune di Commezzadura in Provincia di Trento.
La gestione degli impianti è affidata a Trentino trasporti.

## Storia
La stazione è stata costruita nel 2003 con l'apertura del tratto a scartamento ridotto da Malé a Marilleva.
A luglio 2009 la stazione è stata interessata da lavori di rimodernamento che hanno comportato la sostituzione della pavimentazione della banchina e l'installazione di segnaletica per i non vedenti.

## Caratteristiche
Lo scalo ferroviario è molto piccolo e spartano. Dispone infatti di un unico binario (la ferrovia in cui si trova la stazione è a binario unico) e di una banchina.
Non è presente alcun fabbricato viaggiatori; unico riparo per i viaggiatori è una piccola pensilina in plastica e metallo.

## Servizi
- Sala di attesa